# Gongylomorphus borbonicus
Gongylomorphus borbonicus — вимерлий вид ящірок родини ящіркових (Lacertidae), що був ендеміком Маврикію.

## Поширення і екологія
Gongylomorphus borbonicus раніше були широко поширені на острові Маврикій, однак вимерли в середині 19 століття внаслідок появи на острові змій Lycodon capucinus. Вони жили в сухих тропічних лісах.